# Pyganodon
Pyganodon је род слатководних шкољки из породице Unionidae, речне шкољке.

## Врсте
Врсте у оквиру рода Pyganodon:
- Pyganodon cataracta (Say, 1817) (eastern floater)
- Pyganodon fragilis (Lamarck, 1819) (Newfoundland floater)
- Pyganodon gibbosa (Say, 1824) (inflated floater)
- Pyganodon grandis (Say, 1829) (giant floater)
- Pyganodon implicata (Say, 1829) (alewife floater)
- Pyganodon lacustris (Lea, 1857) (lake floater)